# Yamaha YZR-M1
De Yamaha YZR-M1 is een inline-four motor (4 cilinder) die speciaal is ontwikkeld door Yamaha Motor Company om te racen in de huidige MotoGP- serie. Het volgde de 500cc YZR500 op tegen het seizoen 2002 en werd oorspronkelijk ontwikkeld met een 990cc motor. Sindsdien is de YZR-M1 continu ontwikkeld. Door de jaren heen waren er de 990cc-, 800cc- en 1000cc. Dit om te voldoen aan het MotoGP reglement.

## 2002-2003
2002 was het eerste seizoen waarin 990 cc 4-takt motoren naast 500 cc 2-takt motoren konden racen. Yamaha ontwierp de YZR-M1 (M1 staat voor "Mission One") met een inline-4-motor, omdat het de indeling was die werd beschouwd als de beste wederzijdse balans met het frame. Yamaha wilde ook de superieure omgang van de YZR500 behouden, dus de motor van de M1 was ontworpen om te passen in een chassis dat werd ontwikkeld rond de basisstructuur van de YZR500. De M1 was uitgerust met een elektronisch motormanagementsysteem dat het remmen van de motor, begrensde op 4-takt. De nieuwe motor had 5 kleppen per cilinder, werd gevoed door carburateurs en begon met een cilinderinhoud van 942 cc; in de tweede helft van het seizoen vorderde het tot de volledige regulatielimiet van 990 cc. Het frameontwerp evolueerde ook tijdens het seizoen, met aanpassing van de montagepositie van de motor en verandering in de vorm van de brandstoftank.
De M1 werd in 2001 getest en ontworpen door Max Biaggi, John Kocinski, Norihiko Fujiwara en Kyoji Namba. Hij werd in het seizoen 2002 geracet door Biaggi en Carlos Checa, welke uitkwamen voor het fabrieksteam van Yamaha. Tegen het einde van het seizoen werden ook M1's geleverd aan Norifumi Abe, Olivier Jacque en Shinya Nakano. Biaggi behaalde twee overwinningen en werd tweede in het eindklassement. Yamaha werd tweede in het constructeurskampioenschap.
In 2003 verliep de motor van carburatie naar brandstofinspuiting en werd het remsysteem van de motor vervangen door een stationair regelsysteem dat de opening van de gasklep op twee van de vier cilinders automatisch aanpaste om de stabiliteit en de bediening tijdens de vertraging te verbeteren. M1 rijders in 2003 waren Checa, Alex Barros, Olivier Jacque, Marco Melandri, Shinya Nakano en Norifumi Abe Er waren dit seizoen geen overwinningen en Yamaha werd derde in het constructeurskampioenschap.

## 2004/2005
Valentino Rossi tekende een contract van twee jaar met Yamaha. Het contract zou naar verluidt meer dan US$6 miljoen per seizoen waard zijn. Het werd verondersteld dat zelfs Rossi de worstelende YZR-M1 niet tot het niveau van de tot nu toe uitstekend presterende Honda RC211V kon brengen.
Ondertussen was Rossi niet de enige bedreiging waarmee Honda te kampen had; Jeremy Burgess (crewchef voor Rossi bij Honda), samen met de meerderheid van zijn langstaande crew, overtuigden hem om ook bij Yamaha te komen. Dit was een slimme zet, en werd geciteerd door Rossi in zijn autobiografie als zeer belangrijk om hem zo de sterke basis te geven die hij nodig had om een poging te wagen om het kampioenschap met de YZR-M1 veroveren.
De traditionele eerste race van het seizoen op Suzuka werd van de lijst gehaald vanwege veiligheidsoverwegingen, dus begon het seizoen 2004 met Welkom in Zuid-Afrika. In een vrij opmerkelijke race kwam Rossi om de beker mee naar huis te nemen, niet alleen om zijn critici het zwijgen op te leggen, maar ook om als eerste coureur in de geschiedenis twee GP's achter elkaar te winnen met twee verschillende fabrikanten. Rossi ging door met het winnen van races en zou dit seizoen nog 8 GP's achter zijn naam zetten op weg naar de winst van het Kampioenschap 2004, met een totaal van 304 punten. Honda-rijders Sete Gibernau en Max Biaggi werden tweede en derde met respectievelijk 257 en 217 punten.
Het seizoen 2004 zou hier mede bewijzen dat het Rossi zijn talent was in plaats van alleen de motor die hem zijn kampioenschappen had opgeleverd.
Het partnerschap tussen YZR-M1 en Rossi bleef domineren in 2005, toen het kampioenschap werd gewonnen met een enorme marge van 147 punten ten opzichte van Honda rijder Marco Melandri op de tweede plaats. De 2005 M1 werd door ingewijden begroet als een geweldige racemotor, het weerspiegelde dat Yamaha in samenwerking met Rossi een racemotor had gemaakt om de anderen vrij gemakkelijk te verslaan. Rossi zou later zeggen dat de 2005 M1 de beste motor was die hij ooit gereden heeft.

## 2006

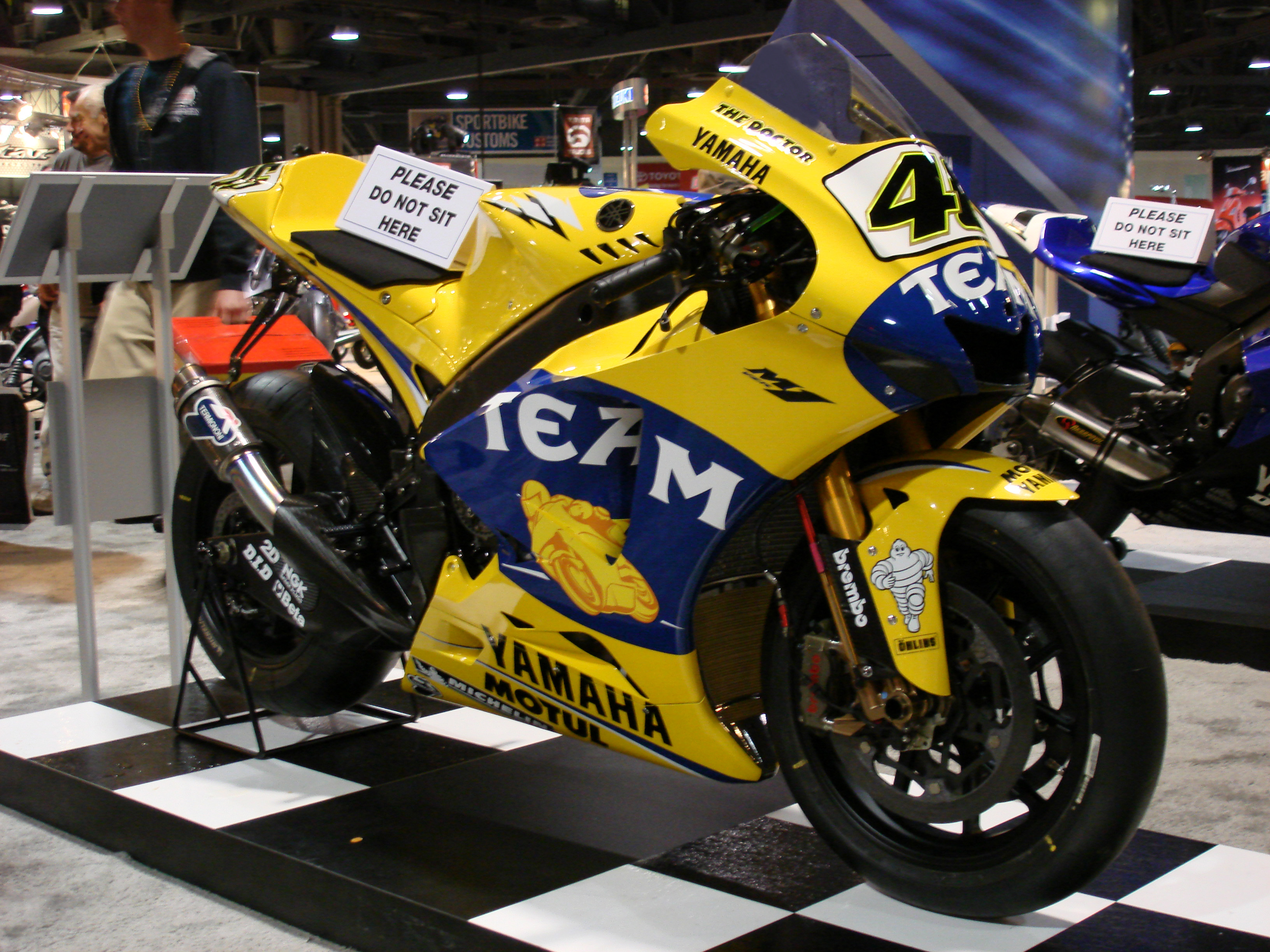
Valentino Rossi 's Yamaha YZR-M1 uit 2006

Het seizoen van 2006 bleek een beetje problematischer voor Yamaha, met de M1 die last had van wat problemen vanaf de allereerste race van het jaar. Het zou een terugkerend probleem zijn voor alle Yamaha-rijders in het eerste derde deel van het seizoen en er werd verondersteld dat het een resultaat zou zijn van drie belangrijke ontwikkelingen tijdens het winterseizoen; namelijk een aanzienlijke stijging van het motorvermogen, een nieuw stijver chassis en een nieuwe constructie van Michelin- banden met een nog hechtere samenstelling en een herzien profiel. Omdat alle drie de ontwikkelingen bijna gelijktijdig plaatsvonden, werd het gebruikelijke nauwgezette testen van één ontwikkeling tegelijk in gevaar gebracht en zou het veel van het vroege seizoen vergen om de problemen op te sporen en te verhelpen.
Deze tegenslag voor Yamaha en de YZR-M1 was grotendeels verantwoordelijk voor de middelmatige seizoensstart van Valentino Rossi in 2006, gemanifesteerd door slechte kwalificerende prestaties en een tegenslag van pech, hij leed ook midden in het seizoen aan een polsblessure, wat bijdroeg aan zijn ellende. In het laatste derde deel van een gedenkwaardig seizoen werden de problemen van de M1 vrijwel uitgeroeid en liet Valentino Rossi goede prestaties zien, welke er voor zouden zorgen dat het gat met kampioenschapsleider Nicky Hayden, wie de Honda RC211V reed, zou worden gedicht. Pas in de laatste race van het seizoen werden de M1 en Valentino Rossi verslagen met slechts vijf punten en Yamaha gaf het kampioenschap terug aan Honda in handen van Nicky Hayden, die dit seizoen slechts twee races won. Hayden zou later verklaren dat Rossi het kampioenschap verdiende, maar geluk hem het kampioenschap heeft gekost. Valentino Rossi zou in 2006 5 races winnen en Nicky Hayden maar 2.

## 2007
Regels veranderden opnieuw voor het seizoen van 2007 met de capaciteit van MotoGP-machines dit keer teruggeschroefd tot 800 cc in een poging van de FIM om de steeds hogere snelheden van de 990 cc motoren te verminderen. (snelheden tot 340km/u) ); daarom zou de YZR-M1 in 2007 doorgaan met 800 cc. In post-2006 en in 2007 pre-season testen, bleek de 800 cc (andere motoren waren toen ook 800 cc) paradoxaal genoeg sneller dan de 990 cc. Dit komt door later, harder remmen, snellere omgang, hogere bochtensnelheden en beter controleerbare tractie en naarmate het seizoen 2007 begon, werd verwacht dat de 800 cc YZR-M1 sneller zou worden, naarmate de ontwikkelingen vorderden.
De problemen die de vroegere YZR-M1 uit 2006 trof, is geëlimineerd in de overgang naar 800 cc.
Casey Stoner won het kampioenschap van 2007 met de fabrieks Ducati.

## 2008
De 2008 YZR-M1 werd beschouwd als de beste allround motor in de MotoGP. Rossi won het kampioenschap in 2008, met een recordmarge en domineerde het podium het hele seizoen. Teamgenoot Jorge Lorenzo wist een eerste Rookie-overwinning te behalen op de M1 tijdens de Portugese GP en had 6 podiumplaatsen. Velen samen met Rossi verklaarden dat de YZR-M1 de beste motor van het seizoen van 2008 was, iets wat goed was bewezen tijdens de verhitte gevechten die Rossi met Casey Stoner op de Ducati had.

## 2012
Voor het seizoen van 2012 werd de maximale cilinderinhoud verhoogd tot 1.000 cc, met een limiet van 4 cilinders en een maximale boring van 81 mm. Jorge Lorenzo won het kampioenschap 2012, op de voet gevolgd door Dani Pedrosa.

## Successen
7 Wereldkampioenschappen gewonnen :
Valentino Rossi in 2004, 2005, 2008 en 2009
Jorge Lorenzo in 2010, 2012 en 2015
In totaal heeft de Yamaha YZR-M1 door de jaren heen 106 races gewonnen.

## Specificaties
| Yamaha YZR-M1 (2015) Specificaties | Yamaha YZR-M1 (2015) Specificaties                                                                                      |
| ---------------------------------- | --- |
| Motor                              | |
| Motor type:                        | Vloeistofgekoelde, in lijn, 4-cilinder, 4-takt met 16-kleppen crossplane krukas.                                        |
| Cilinderinhoud:                    | 1000 cc |
| Ontsteking:                        | Magneti Marelli met instelbare mapping - NGK bougies                                                                    |
| Brandstof systeem:                 | Brandstof injectie |
| Brandstof:                         | ENEOS ongelood (Movistar Yamaha) / Motul (Yamaha Tech3)                                                                 |
| smeermiddelen:                     | Yamalube / Motul |
| Smeersysteem:                      | Natte opvangbak |
| Gegevensregistratie:               | 2D |
| Maximale kracht:                   | Rond de 245 pk |
| Maximumsnelheid:                   | Meer dan 340 km/u |
| Uitlaat:                           | Akrapovič |
| transmissie                        | |
| Type:                              | 6 versnellingen cassette-type versnellingsbak, met alternatieve overbrengingsverhoudingen beschikbaar                   |
| Primaire schijfeenheid:            | Versnelling |
| Koppeling:                         | Droge multiplateau slipkoppeling                                                                                        |
| Laatste rit:                       | Ketting |
| Chassis en loopwerk                | |
| Frame type:                        | Twin-spar aluminium deltabox frame, meervoudig verstelbare stuurgeometrie, wielbasis, rijhoogte, met aluminium swingarm |
| Voorwielophanging:                 | Volledig instelbare Öhlins omgekeerde telescopische vorken                                                              |
| Achtervering:                      | Scharnierende aluminium achterbrug met enkele Öhlins schokdemper en stijgende koppeling                                 |
| Voor- / achterwielen:              | MFR gesmeed magnesium 17 "inch voor en achter                                                                           |
| Voor- / achterbanden:              | Michelin, 17 "voor en achter, verkrijgbaar als gladde, intermedium en natte banden                                      |
| Voor rem:                          | Twin 320 mm of 340mm carbon schijven met radiaal gemonteerde Brembo-remklauwen met vier zuigers                         |
| Achterrem:                         | Single 220mm geventileerde roestvrijstalen schijf met Brembo remklauw met dubbele zuiger                                |
| Gewicht:                           | Minimaal 157 kg exclusief rijder, 200 kg inclusief rijder, in overeenstemming met de FIM-voorschriften                  |
| Brandstof capaciteit:              | 21L, in overeenstemming met de FIM-voorschriften                                                                        |